# Notazione ungara
In informatica la notazione ungara, o notazione ungherese, è una convenzione di denominazione (in inglese naming convention) usata in programmazione, in cui il nome dell'oggetto indica il suo tipo e il suo scopo d'uso.
Questa notazione è detta “ungara” sia per via della nazionalità ungherese del suo inventore Charles Simonyi sia perché i prefissi impronunciabili ricordano l'ortografia ricca di consonanti di alcune lingua dell'Europa orientale (sebbene la lingua ungherese sia in realtà ricca di vocali, vi ricorre frequentemente la coppia di lettere “sz”, che in notazione ungara rappresenta le stringhe terminate con zero).
La notazione ungara è stata progettata in modo da essere indipendente dal linguaggio, e la sua prima applicazione importante è stata con il linguaggio BCPL. A causa del fatto che il BCPL non ha altri tipi di dato oltre alla word della macchina, non c'è nulla nel linguaggio stesso che possa aiutare il programmatore a ricordare il tipo delle variabili. La notazione ungara cerca di risolvere questo problema fornendo al programmatore un'indicazione esplicita del tipo di dato di ogni variabile.

## Convenzione di denominazione
Nella notazione ungara, un nome di variabile inizia con un prefisso costituito da una o più lettere minuscole in modo da formare un codice mnemonico per il tipo o lo scopo di questa variabile. Il prefisso è seguito dal nome scelto dal programmatore; quest'ultima parte è spesso indicata come il “nome assegnato”. Il primo carattere del nome assegnato è in maiuscolo per separarlo visivamente dal prefisso come nella notazione a cammello.
Vi sono due tipi di notazioni ungare: di sistema e di applicazione. La differenza tra i due tipi di notazione ungara è lo scopo del prefisso.

## Origini
Originariamente la notazione inventata da Charles Simonyi, programmatore di Xerox in seguito diventato Chief Architect in Microsoft, si chiamava Apps Hungarian. Tale nome era stato coniato in quanto questa convenzione era usata dalla divisione di Microsoft che produceva i software applicativi, dove la notazione indicava la tipologia dei dati memorizzati nella variabile.
La notazione di sistema fu sviluppata in seguito dal team di sviluppo di Windows basandosi sul documenti di Simonyi. Il documento faceva riferimento al prefisso usato per indicare il “tipo” di informazione memorizzata: la parola “tipo” venne fraintesa come “tipo di dato”, e i prefissi di sistema furono concepiti con questo significato.

## Notazione di sistema e di applicazione
Nella notazione di sistema, la forma attualmente più comune, il prefisso codifica il tipo effettivo della variabile. Per esempio:
- ulAccountNum: la variabile è un unsigned long integer
- szName: la variabile è una zero-terminated string

La notazione di applicazione, forma originale inventata da Simonyi, non codifica il tipo effettivo del tipo, ma fornisce un'indicazione sullo scopo della variabile o dell'oggetto, o ciò che rappresenta. Per esempio:
- rwPosition: variabile che rappresenta una riga (row)
- idName: variabile che rappresenta l'identificativo univoco di un nome

Sebbene la notazione usi codici mnemonici, non vi è alcuna prescrizione su quali codici usare. Vi sono perciò diverse convenzioni, ma può essere utilizzato qualsiasi insieme di lettere. Ciò che è più importante è che l'uso dei codici sia consistente in una data porzione di codice.

### Esempi
- nSize: numero intero
- cApples: conteggio degli elementi
- dwLightYears: double Word
- bBusy: booleano
- fBusy: flag booleano
- pFoo: puntatore
- szLastName: Stringa terminata con zero
- rgStudents: Array o range

Il codice per i puntatori e gli array, che non sono tipi di dati effettivi, è usualmente seguito dal tipo di dato degli elementi:
- rgfBalances: array di valori floating point
- pszOwner: puntatore a una stringa terminata con zero

Sebbene la notazione ungara possa essere applicata a qualsiasi linguaggio e ambiente, è stata ampiamente adottata da Microsoft per il linguaggio C, in particolare per Windows. Perciò sono molto comuni costrutti di notazione ungara specifici di Windows:
- hwndFoo: handle a una finestra
- lpszBar: puntatore lungo a una stringa terminata con zero

La notazione è spesso estesa nel C++ per indicare l'ambito (scope) di una variabile, separato da un underscore:
- m_dwWheels: membro di una classe, double word

La notazione ungara diventa confusa quando è utilizzata per rappresentare diverse proprietà, come in questo esempio:
- a_crszkvc30LastNameCol: riferimento costante a un parametro di funzione contenente una colonna di database di tipo varchar(30) chiamata LastName che era parte della chiave primaria

## Opinioni
Nel mondo informatico ci sono pareri discordanti sull'utilità della notazione ungara.
Le critiche più comuni riguardano l'inutilità della notazione di sistema, visto che i compilatori moderni sono in grado di controllare da soli i tipi delle variabili (al contrario del BCPL per il quale la notazione fu inizialmente concepita), la scarsa leggibilità del codice che risulta dal suo uso, e i problemi che derivano a valle nel codice quando si dovesse cambiare il tipo di una variabile (che implicherebbe cambiarne il nome ovunque essa fosse usata).
(Linus Torvalds nella guida di stile del codice kernel linux)
(Roger Onslow)
(Bill Davis)
(Robert C. Martin)